# Herb złożony

Przedstawienie związków rodzinnych w herbie pięciopolowym: 5.herb rodowy posiadacza herbu, 1. herb matki 2. herb babki od strony ojca 3. herb babki od strony matki 4. herb prababki od strony ojca

Herb złożony - herb mieszczący na jednej tarczy herbowej, podzielonej według reguł heraldycznych, kilka herbów. Herby tego typu pojawiły się w heraldyce w XIII wieku. Początkowo stosowane były głównie w herbach władców i rodzin panujących, a poszczególne elementy herbu symbolizowały znajdujące się w ich władaniu ziemie. Później zostały zaadaptowane wśród panów feudalnych i szlachty. 
Tarcza w herbach złożonych dzielona była najczęściej na 2, 3, 4 lub 5 pól. Niekiedy stosowano bardziej złożone podziały (zwłaszcza w heraldyce niemieckiej i hiszpańskiej), np. pełny herb królestwa pruskiego jest podzielony na 51 pól. Na ziemiach polskich klasycznym podziałem tarczy złożonej był podział na cztery pola poprzez przećwiartowanie, niekiedy wraz z nałożeniem piątego, centralnego pola, zwanego tarczą środkową lub sercową. 
Herby tego typu stosowano również dla podkreślenia więzów krwi. Taki typ herbu złożonego przedstawiał herby przodków jego nosiciela lub jego małżonki. Tworzony był według ścisłych reguł i pozwalał poznać fragment genealogii jego posiadacza. W przypadku podziału na cztery pola strona prawa heraldycznie, uznawana za zaszczytniejszą, przeznaczona była na herby przodków po mieczu, lewa heraldycznie dla herbów przodków po kądzieli. W przypadku podziału na pięć pól najzaszczytniejszym polem była tarcza sercowa. Wówczas na niej kładziono herb rodowy, a układ pozostałych herbów zmieniał się. Reguły ustalone w ten sposób w heraldyce zachodniej, w innych regionach, np. w Europie Wschodniej, nie zawsze były przestrzegane.
Herby złożone tworzono także, od XVI w. jedynie dla udostojnienia wizerunku herbowego, tworząc herby złożone, których części składowe nie miały żadnego odniesienia do związków krwi czy posiadania ziemi. Niekiedy dla udostojnienia herbu, np. przy udzieleniu indygenatu lub nadaniu tytułu arystokratycznego monarcha dodawał herb swego kraju do herbu rodowego zaszczycanego szlachcica. Stosowane to było również w Polsce, gdzie wiele herbów cudzoziemskiej szlachty przyozdobiono Orłem Białym przy okazji nadania indygenatu.

Herb złożony Rzeczypospolitej.
Herb złożony – Wielki Herb Królestwa Prus.
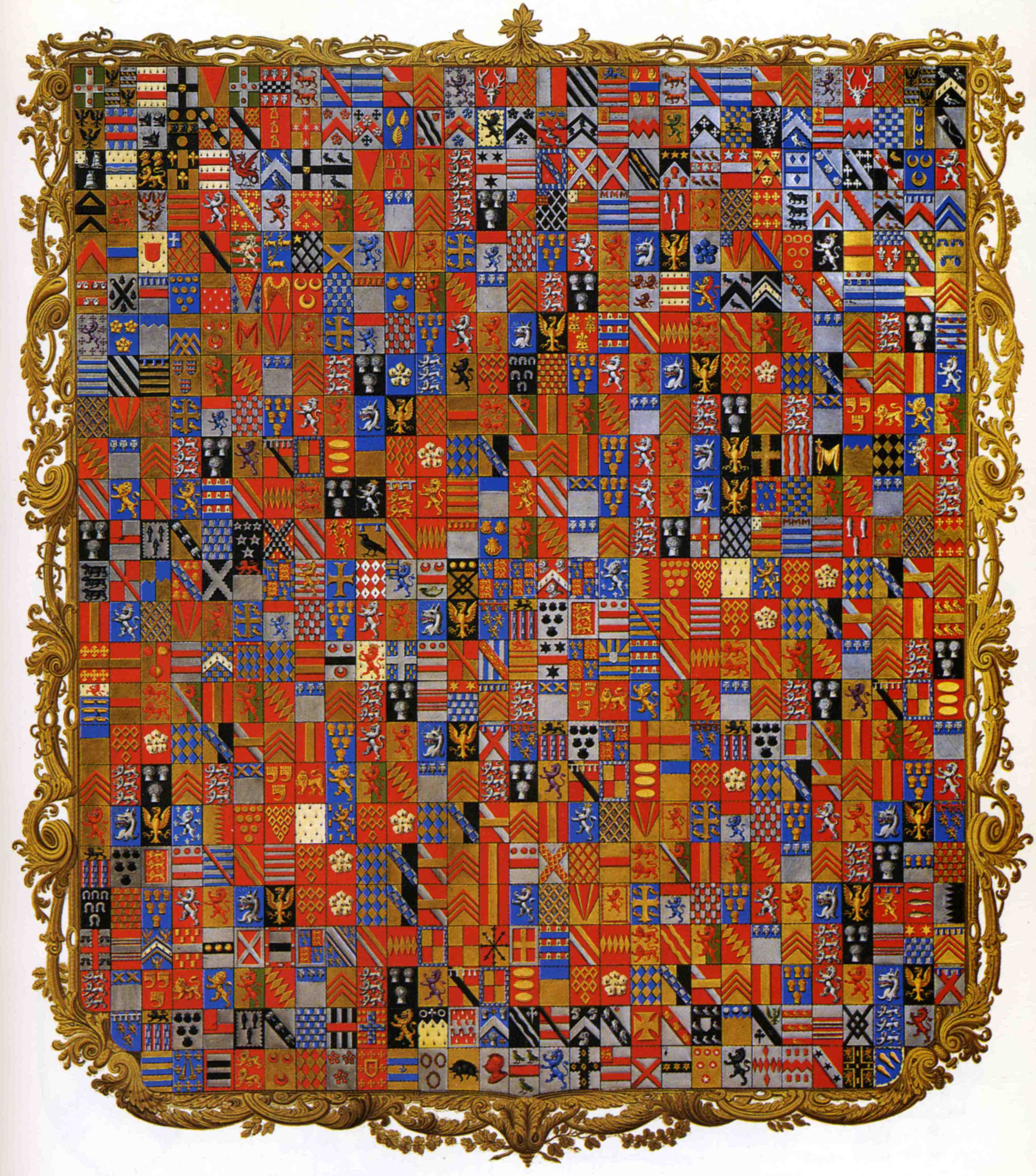
Herb złożony markiza of Chandos.